# Lista över insjöar i Arboga kommun
Detta är en lista över sjöar i Arboga kommun baserad på sjöns utloppskoordinat. Om någon sjö saknas, kontrollera grannkommunens lista eller kategorin Insjöar i Arboga kommun.

## Lista
| Namn          | Koordinat                                     | Sjöid         | VYID          | Yta (km²) | Strandlinje (km) | Höjd (m) | Maxdjup (m) | Volym (m³) | HARO  | Natura 2000 |
| ------------- | --------------------------------------------- | ------------- | ------------- | --------- | ---------------- | -------- | ----------- | ---------- | ----- | ----------- |
| Amerikasjön   | 59°20′36″N 15°47′46″Ö / 59.34329°N 15.79602°Ö | 658028-149948 |               |           |                  |          |             |            | 61000 |             |
| Gålsjön       | 59°23′42″N 15°45′00″Ö / 59.39489°N 15.75006°Ö | 658603-149687 |               |           |                  |          |             |            | 61000 |             |
| Högsjön       | 59°23′00″N 15°43′18″Ö / 59.3833°N 15.72175°Ö  | 658366-149508 | 658474-149526 | 1,07      | 5,77             | 32       |             |            | 61000 |             |
| Igelsätersjön | 59°22′57″N 15°53′42″Ö / 59.3826°N 15.89512°Ö  | 658417-150558 |               |           |                  |          |             |            | 61000 |             |
| Kroksjön      | 59°21′32″N 15°56′42″Ö / 59.35892°N 15.94493°Ö | 658219-150815 | 658203-150795 | 0,122     | 1,48             | 22,1     |             |            | 61000 |             |
| Kulasjön      | 59°21′00″N 15°47′50″Ö / 59.35011°N 15.79724°Ö | 658104-149955 |               |           |                  |          |             |            | 61000 |             |
| Kvarnsjön     | 59°22′04″N 15°56′50″Ö / 59.36781°N 15.94725°Ö | 658387-150793 | 658302-150808 | 0,611     | 5,24             | 22       |             |            | 61000 |             |
| Ljungsjön     | 59°20′23″N 15°47′55″Ö / 59.33979°N 15.79848°Ö | 657992-149976 | 657989-149962 | 0,0276    | 0,672            | 36,1     |             |            | 61000 |             |
| Luren         | 59°21′06″N 15°43′11″Ö / 59.3517°N 15.71972°Ö  | 658122-149514 |               |           |                  |          |             |            | 61000 |             |
| Pungen        | 59°21′04″N 15°37′05″Ö / 59.35114°N 15.61812°Ö | 658117-148936 |               |           |                  |          |             |            | 61000 |             |
| Sirsjön       | 59°22′46″N 15°45′57″Ö / 59.37955°N 15.76592°Ö | 658400-149793 | 658432-149777 | 0,111     | 1,72             | 33,5     |             |            | 61000 |             |
| Sundsjön      | 59°22′37″N 15°47′48″Ö / 59.37686°N 15.79671°Ö | 658387-149949 | 658402-149952 | 0,0356    | 0,746            | 33,1     |             |            | 61000 |             |
| Tjurlången    | 59°22′07″N 15°47′08″Ö / 59.36869°N 15.78546°Ö | 658277-149990 | 658311-149888 | 1,33      | 8,15             | 33,1     |             |            | 61000 |             |
|               | 59°19′33″N 15°49′32″Ö / 59.32596°N 15.82553°Ö | 657835-150116 |               |           |                  |          |             |            | 61000 |             |
|               | 59°23′52″N 15°45′17″Ö / 59.39768°N 15.75463°Ö | 658634-149713 |               |           |                  |          |             |            | 61000 |             |